# MAN Lion’s Regio
MAN Lion’s Regio — семейство пригородных автобусов, выпускавшихся компанией MAN в период с 2004 по 2017 год.

## История
Первоначально автобус MAN Lion’s Regio был доступен в двух вариантах длины в виде 12,25-метрового двухосного и 13,9-метрового трёхосного. В 2006 году был добавлен 13-метровый двухосный. Все конструкции были произведены на заводе MAN в Анкаре. Производство было заморожено в 2017 году из-за вступления в силу ужесточённой политики опрокидывания, которая означала бы полный пересмотр автобуса.
Конкурент Neoplan Trendliner, также производимый с 2004 года, был похож на Lion’s Regio, за исключением внешнего вида. После переориентации ассортимента продуктов Neoplan, который должен был включать только туристические автобусы, Trendliner был снят с производства в 2009 году. Четырьмя годами позже производство было возобновлено под обозначением Neoplan Jetliner, который также в основном соответствовал Lion’s Regio, но был снова снят с производства уже в 2015 году.

## Модификации
| MAN                         | Lion’s Regio ÜL xx4 R12 | Lion’s Regio C ÜL xx4-13m R14 | Lion’s Regio L ÜL xx4-13,9m R13 |
| MAN                         | 2004-2017 | 2006-2017 | 2005-2017 |
| Neoplan                     | Trendliner N 3516 Ü P23 | Trendliner C N 3516 ÜC P25 | Trendliner L N 3516/3 ÜL P24 |
| Neoplan                     | 2004-2009 | 2006-2009 | 2005-2009 |
| Оси                         | 2 | 2 | 3 |
| Длина                       | 12250 мм | 13010 мм | 13900 мм |
| Ширина                      | 2550 мм | 2550 мм | 2550 мм |
| Высота                      | 3400 мм | 3400 мм | 3400 мм |
| Колёсная база               | 6120 мм | 6880 мм | 6600 мм |
| Передний мост               | 2780 мм | 2780 мм | 2780 мм |
| Задний мост                 | 3350 мм | 3350 мм | 3050 мм |
| Диаметр                     | 21026 мм | 22888 мм | 22200 мм |
| Полная масса                | 18000 кг | 18000 кг | 24900 кг |
| Число мест для сидения      | 49-55 + 1 (+ 1) | 53-59 + 1 (+ 1) | 57-63 + 1 (+ 1) |
| Объём багажника             | 5,6 м³ | 6,8 м³ | 6,3 м³ |
| Ёмкость топливного бака     | 300 л | 300 л | 300 л |
| Двигатель                   | MAN D2866LUH (до середины 2006 года), MAN D2066LUH (с середины 2006 года) | MAN D2866LUH (до середины 2006 года), MAN D2066LUH (с середины 2006 года) | MAN D2866LUH (до середины 2006 года), MAN D2066LUH (с середины 2006 года) |
| Трансмиссия                 | 6-ступенчатая МКПП, 12-ступенчатая АКПП ZF AS-Tronic, 6-ступенчатая АКПП ZF EcoLife, 4-ступенчатая АКПП Voith Diwa                                                                                  | 6-ступенчатая МКПП, 12-ступенчатая АКПП ZF AS-Tronic, 6-ступенчатая АКПП ZF EcoLife, 4-ступенчатая АКПП Voith Diwa                                                                                  | 6-ступенчатая МКПП, 12-ступенчатая АКПП ZF AS-Tronic, 6-ступенчатая АКПП ZF EcoLife, 4-ступенчатая АКПП Voith Diwa                                                                                  |
| Дополнительное оборудование | Кондиционер, туалет, холодильник, бортовая кухня, DVD-система, индикаторы назначения, туристические кресла, пандус для инвалидных колясок, одностворчатая дверь спереди, дополнительный бак (210 л) | Кондиционер, туалет, холодильник, бортовая кухня, DVD-система, индикаторы назначения, туристические кресла, пандус для инвалидных колясок, одностворчатая дверь спереди, дополнительный бак (210 л) | Кондиционер, туалет, холодильник, бортовая кухня, DVD-система, индикаторы назначения, туристические кресла, пандус для инвалидных колясок, одностворчатая дверь спереди, дополнительный бак (210 л) |